# Setge de Carcassona (1209)
|  | Per a altres significats, vegeu «Setge de Carcassona (725)». |

El setge de Carcassona de 1209 fou una de les batalles de la croada albigesa.

## Antecedents
A mitjans de 1209 uns 10.000 croats es van reunir a Lió abans de dirigir-se cap al sud. Al juny, Ramon VI de Tolosa, preveient el desastre, va prometre actuar contra els càtars, i es va aixecar la seva excomunicació, i llavors els croats es van dirigir a les terres de Ramon Roger per atacar les viles càtares dels voltants d'Albi i Carcassona. Com Ramon VI de Tolosa, Ramon Roger Trencavell va intentar un pacte amb els croats, però aquests el van refusar i va tornar a Carcassona a preparar la defensa.
El mes de juliol els croats van prendre la petita vila de Servian i es van dirigir a Besiers, on van arribar el 21 de juliol, on van demanar als catòlics que sortissin i la rendició dels càtars, peticions que ambdós col·lectius van refusar. La ciutat va caure després d'una sortida avortada, que fou perseguida quan encara estaven les portes obertes. Tota la població fou morta i la ciutat cremada, morint entre set i vint mil persones. Les notícies es van estendre a les altres viles, que es van rendir sense resistència, i el següent objectiu seria Carcassona.

## El setge

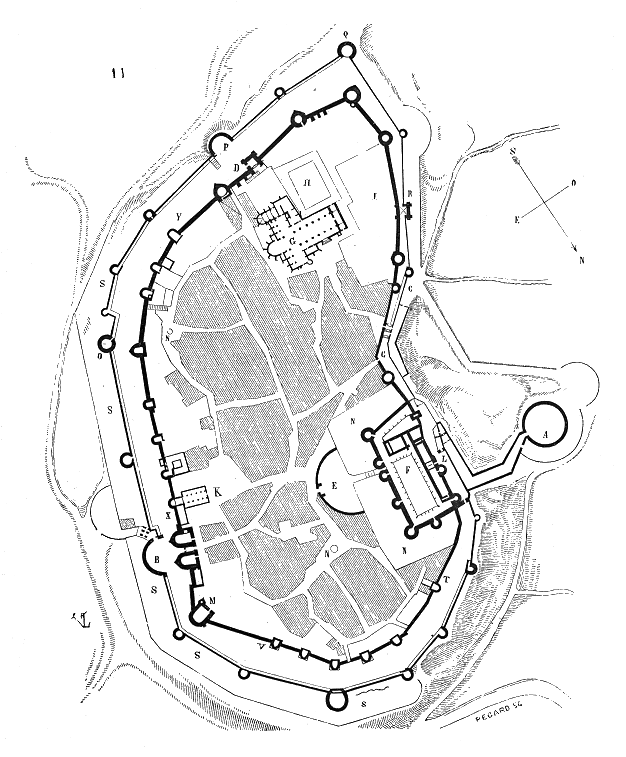
Plànol de la ciutat de Carcassona a finals del s. XIII. Tot i que després del setge hagués pogut ser modificat, permet fer-se una idea de la inexpugnabilitat de la ciutat Per les dobles muralles, torres i portes fortificades.

La ciutat estava ben fortificada però era vulnerable, i saturada de refugiats. Els croats van arribar a les portes de la ciutat l'1 d'agost de 1209, però el setge fou curt, car el 9 d'agost s'havia tallat el subministrament d'aigua. L'estiu i el pas del temps conduí a Ramon Roger Trencavell intentar una negociació, però fou capturat, i la ciutat es va rendir el mateix dia. No hi va haver matança però la gent fou forçada a deixar la ciutat nua. Simó de Montfort va prendre el control de l'exèrcit i se li va donar l'àrea de Carcassona, Albi i Besiers.

## Conseqüències
Després de la caiguda de Carcassona, altres ciutats van rendir-se. Albi, Castellnou d'Arri, Castres, Fanjaus, Limós, Lombers i Montréal van caure la tardor, però algunes més tard es van revoltar.